# رابندرنات طاغور والسياسة

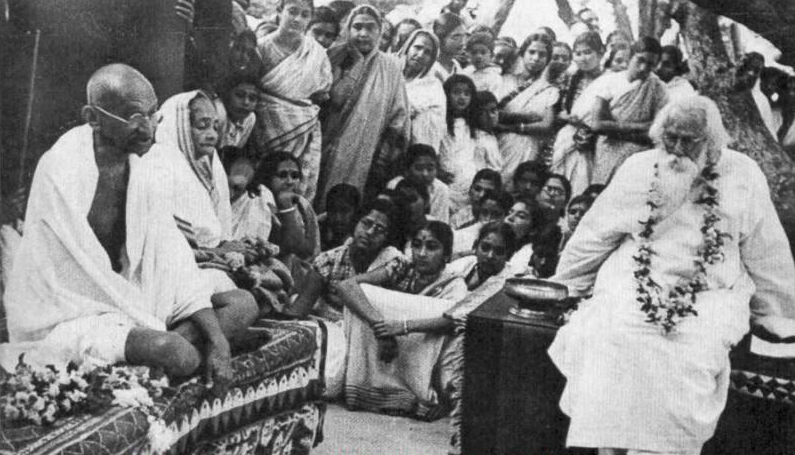

كانت آراء رابندرنات طاغور في السياسة غامضة. كان ينتقد الإمبريالية إلا أنه كان يؤيد بقاء الإدارة البريطانية للهند، وانتقد حركة سواديشي لغاندي في مقاله عبادة الشاكرا الذي نشر في 5/1925، وقال إمكانية التعايش بين الهنود والبريطانيين، وأن الحكم البريطاني للهند علامة سياسية على أمراضنا الاجتماعية. لم يدعم فكرة القومية واعتبرها من أبرز التحديات التي تواجه البشرية حيث قال القومية هي وجهة نظر يتبناها كامل الشعب عندما ينظم من أجل هدف عملي، مع أنه كان يدعم حركة التحرر الهندية وبعد مذبحة جاليانوالا باغ تخلى عن وسام الفارس البريطاني في 30/5/1919، كان رأيه في تحرر الهند لا يستند إلى التحرر من الحكم الأجنبي وإنما التحرر الفكري.[بحاجة لمصدر]